# Свобода (Бургаська область)
Свобода́ (болг. Свобода) — село в Бургаській області Болгарії. Входить до складу громади Камено.

## Населення
За даними перепису населення 2011 року у селі проживали 414 осіб.
Національний склад населення села:
| Національність   | Кількість осіб | Відсоток |
| ---------------- | -------------- | -------- |
| болгари          | 211            | 55,1%    |
| цигани           | 120            | 31,3%    |
| турки            | 43             | 11,2%    |
| інша             | 9              | 2,3%     |
| не визначились   | 0              | 0%       |
| Всього відповіли | 383            |          |

Розподіл населення за віком у 2011 році:
Динаміка населення: